# Polizei-Sportverein Hannover
Der Polizei-Sportverein Hannover e. V. ist mit rund 1700 Mitgliedern einer der fünf größten Sportvereine in der niedersächsischen Landeshauptstadt Hannover. Die Platzanlage befindet sich im Stadtteil Heideviertel, weitere Sportstätten werden im gesamten östlichen Stadtgebiet genutzt. Der PSV betreibt das Freibad Kleefelder „Annabad“ im benachbarten Stadtteil Kleefeld. Der Vereinssitz befindet sich in der Polizeiinspektion Ost am Welfenplatz, die zur Polizeidirektion Hannover gehört.

## Vorstand
Vereinsvorsitzender ist traditionell der Leiter der Polizeiinspektion Hannover-Ost. Dies ist derzeit (2018) der Polizeidirektor Detlef Hoffmann. Vereinspräsident ist satzungsgemäß der Polizeipräsident der Polizeidirektion Hannover. Seit April 2023 ist Gwendolin von der Osten die Vereinspräsidentin.

## Geschichte

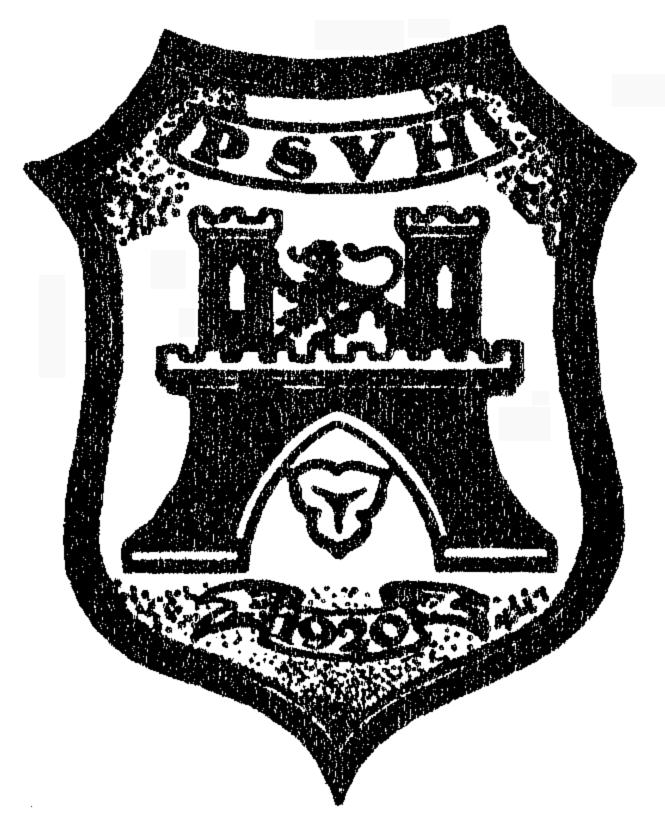
PSV-Logo 1927

Gegründet wurde der Polizei-Sportverein Hannover e. V. am 30. Januar 1920. Die damals politisch und wirtschaftlich unsicheren Verhältnisse in den anfänglichen Krisenjahren der Weimarer Republik erschwerten Polizisten die Ausübung einer geregelten sportlichen Tätigkeit erheblich. So war es ihnen nicht möglich, regelmäßig an den Übungsstunden der hannoverschen Vereine teilzunehmen. Außerdem waren sie Anfeindungen wegen ihres Berufs ausgesetzt.
20 junge Polizeibeamte gründeten daher in Hannover einen eigenen Sportverein. Initiator war damals Polizei-Oberleutnant Rieke. Der Verein erhielt zunächst die Bezeichnung „Sportabteilung der Sicherheitspolizei“; 1922 wurde er umbenannt „Polizeiverein für Leibesübungen“, seit 1923 heißt er „Polizei-Sportverein Hannover e. V.“ – mit einer Unterbrechung: Als Folge besatzungsrechtlicher Bestimmungen wurde der Verein zwischen 1946 und 1950 umbenannt in „Sportverein der Polizei Hannover S. K. Grün-Weiß e. V.“. Von Beginn an dabei waren die Sportarten Fußball und Leichtathletik.
Nachdem man zunächst ausschließlich in Liegenschaften der Polizei trainiert hatte, wurde für den Neujahrstag 1927 die Grundsteinlegung für das „Polizeistadion“ unmittelbar vor der hannoverschen Waterloosäule angekündigt. Tatsächlich erhielt der PSV 1927 stattdessen ein Trainingsgelände samt Vereinsheim am Bischofsholer Damm. Seit 1967 befindet sich die Platzanlage mit Klubheim „An der Breiten Wiese“ im Heideviertel. Seit 1995 ist der Verein Pächter des Kleefelder Bads (Annabad). Vereinsmitglieder erhalten dort ermäßigte Saisonkarten. Die Geschäftsstelle befindet sich im Gebäude der Polizeiinspektion Hannover-Ost.

## Mitglieder und Sparten

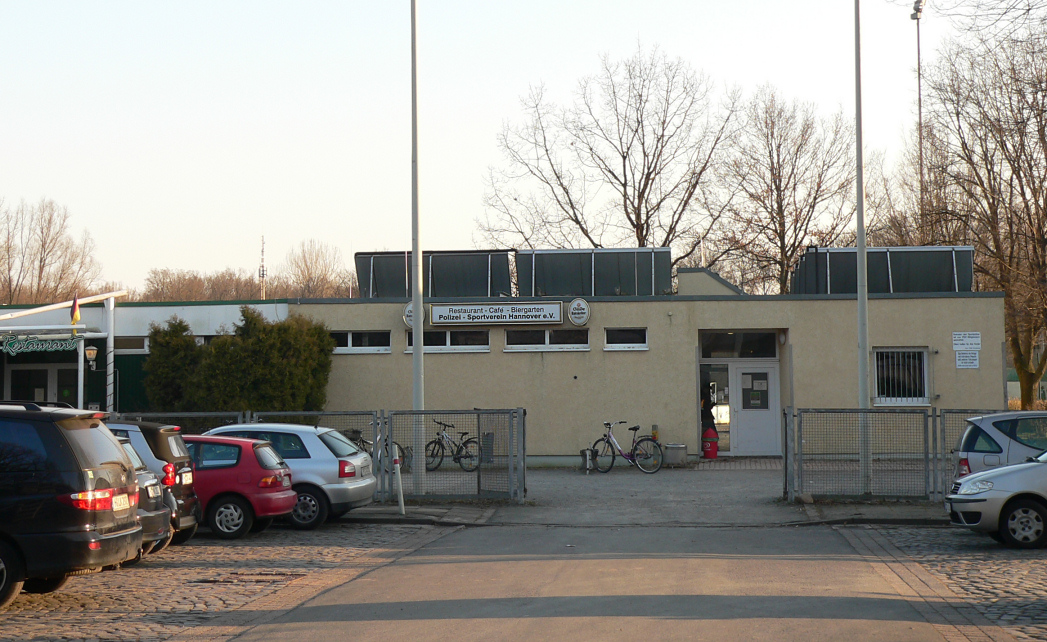
Vereinsheim, 2011

Der PSV steht seit vielen Jahren auch Nicht-Polizeiangehörigen offen, obwohl noch immer ein beträchtlicher Teil der Mitglieder aus Polizeibeamten besteht. Gegenwärtig (2012) hat der Verein rund 1700 Mitglieder, davon etwa 650 Kinder und Jugendliche.
Der Verein bietet 17 Sparten an, darunter die Sportarten Aikido, Badminton, Bogenschießen, Boxen, Faustball, Fitness- und Gesundheit (Qualitätssiegel des Landessportbund Niedersachsen für Prävention in Haltung und Bewegung, Walking und Nordic-Walking), Fußball, Futsal, Gymnastik, Handball, Hip-Hop, Judo, Leichtathletik, Pétanque, Sportschießen, Schwimmsport, Tanzen, Tennis, Tischtennis, Volleyball und Wasserball.

## Leistungen

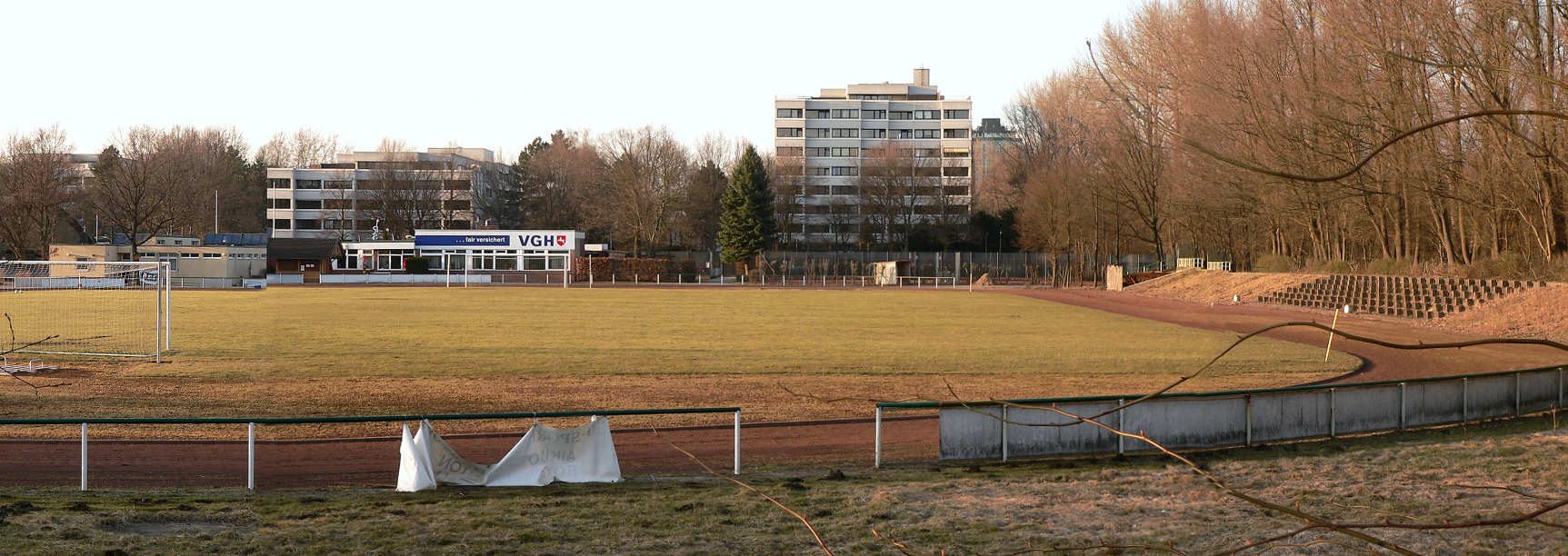
Vereinssportplatz, im Hintergrund Flachbauten des Vereinsheims und der Vereinsgaststätte

Obwohl alle Sparten auf den Breitensport ausgerichtet sind, sind mehrfach national und international erfolgreiche Spitzensportler aus dem PSV hervorgegangen. So wurde Wolfgang Pautz 1957 Deutscher Box-Meister der Amateure im Schwergewicht und Wolfgang Fricke 1962 Deutscher Meister in der Leichtathletik über 3000 Meter Hindernis.
Im Februar 2007 erhielt Klaus Glahn, Zweiter im Judo bei den Olympischen Sommerspielen 1972 in München, in den Räumen des Vereinsheims vom damaligen Polizei- und Vereinspräsidenten Hans-Dieter Klosa seinen 9. Dan verliehen. Er war in den Farben des PSV 1963 Europameister geworden.
Die Feldhandball-Abteilung des Vereins wurde 1935 Meister der Handball-Gauliga Niedersachsen und qualifizierte sich dadurch für die Deutsche Feldhandball-Meisterschaft 1934/35. Die Herrenmannschaft der Handballer war 1966 bei der Gründung der zweigleisigen Bundesliga von Beginn an in der „Staffel Nord“ mit dabei. 1968 folgte jedoch der Abstieg, 1973 allerdings der Wiederaufstieg. 1975 ging es erneut eine Stufe nach unten, bevor man 1977 bei der Gründung der nun „eingleisigen“ Bundesliga wieder im Oberhaus vertreten war – allerdings nur für eine Saison. Mit Ablauf der Saison 1981/82 gelang abermals den Aufstieg in die erste Bundesliga. In der Spielzeit 1982/83 wurde die Mannschaft jedoch nach dem 17. Spieltag aus wirtschaftlichen Gründen zurückgezogen. Die 16 bis dahin ausgetragenen Spiele wurden aus der Wertung genommen.
Meister der Regionalliga Nord wurde die Mannschaft in den Jahren 1973 und 1977. In der Ewigen Tabelle der deutschen Handball-Bundesliga belegt der PSV noch immer den 54. Platz von insgesamt 90 Bundesligavereinen (Stand: Ende Saison 2013/14).
1980 wurde PSV-Mitglied Erwin Skamrahl Deutscher Meister im 400-Meter-Lauf, ein Jahr später Deutscher Meister im 200-Meter-Lauf. Im selben Jahr gelang ihm der gleiche Erfolg auch in der Halle.
Die Wasserball-Mannschaft spielte Ende der 1970er-Jahre zeitweilig in der Regionalliga Nord, zu jener Zeit die zweithöchste nationale Spielklasse hinter der Bundesliga. Heute betreibt die Schwimmabteilung mit dem Annabad eines der Freibäder der Landeshauptstadt.
Mitglied Manfred Küchler, der bis Ende 2012 Leiter der Boxsparte war, ist regelmäßig als Kampf- und Ringrichter bei bedeutenden Boxevents tätig. Unter anderem leitete er 2007 in Köln einen Show-Kampf zwischen Regina Halmich und Stefan Raab.

## Schriften
Periodika:
- Polizeisport. Vereinsnachrichten des Polizei-Sport-Vereins Hannover e. V., Zeitschrift, Bad Godesberg: Fehling, nachgewiesen 1960 – 1964[3]
- Vereinsnachrichten / Polizei-Sportverein Hannover e. V., Hannover: Polizei-Sportverein, 1987ff.

## Belege
1. 1 2  o. V.: Vereinsgeschichte auf der Seite psv-hannover.de [ohne Datum], zuletzt abgerufen am 7. Dezember 2018
2. ↑  siehe Impressum auf der Webseite des Vereins.
3. ↑  Vergleiche die Angaben im Katalog der Deutschen Nationalbibliothek